# アイモーネ・ディ・サヴォイア
アイモーネ・ディ・サヴォイア（Aimone di Savoia, 1291年12月15日 - 1343年6月22日）は、サヴォイア伯、アオスタ伯、モーリエンヌ伯（在位：1329年 - 1343年）。フランス語名エイモン・ド・サヴォワ（Aymon de Savoie）。平和伯（il Pacifico）のあだ名は、平和的な外交と良い法の公布によるものである。

## 生涯
先代エドアルドの弟で、アメデーオ5世とその最初の妻シビーユ・ド・ボージェ（Sibylle de Baugé）との間に生まれた。
1321年、アイモーネはコルビエール包囲戦において包囲攻撃兵器を監督した。1323年に父アメデーオ5世が死去し、アイモーネは兄エドアルドのもと、ブレス領主となった。
アイモーネは聖職者になることが予定されていた。1329年に兄エドアルドが死去したとき、アイモーネはアヴィニョンの教皇ヨハネス22世の宮廷に滞在していた。
サヴォイア家の継承にはサリカ法が適用され過去に女性君主がいなかったため、アイモーネはエドアルドの一人娘ジョヴァンナの伯位継承には異議を唱えた。ジョヴァンナは夫ブルターニュ公ジャン3世の支援により、伯位を主張した。ただ、ジョヴァンナとジャン3世の間には子供がいなかった。最終的にアイモーネはジョヴァンナに金銭を支払うことでサヴォイア伯位を確保した。
1329年、サヴォイア伯となって間もなく、アイモーネは甥アメデ3世・ド・ジュネーヴとの間の領地に関する紛争を解決するため、委員会を設立した。この紛争は
過去何代にもわたって両家の間にあったが、アイモーネらは武力衝突に訴えることなく、何年にもわたる交渉を通じてこれらを解決することができた。これがアイモーネが平和伯といわれるゆえんである。
アイモーネは伯位についてから最初の数年のほとんどをヴィエノワのドーファン・ギーニュ8世との戦いに費やし、何世代にもさかのぼる確執が継続された。1333年のラ・ペリエール包囲戦でギーニュ8世が戦死した後、フランス王フィリップ6世の仲介により、アイモーネと新しいヴィエノワのドーファンでギーニュ8世の弟アンベール2世の間で休戦が成立した。
1334年8月、百年戦争の根回しとして、イングランド王エドワード3世はアイモーネに使者を送り、イングランド側として争いに参加するよう説得した。アイモーネはイングランドとノルマンディーの両方に領地をもっていたため、これを断った。1337年4月、フィリップ6世も同様のメッセージをアイモーネに送った。これに対しアイモーネは、ドーフィネとの領地を巡る争いがいまだ続いているため、国外で戦うことはできないと答えた。その中で、嗣子を失ったアンベール2世がドーフィネを売却する意思を見せたため、フィリップ6世はすぐに和平を結ばせた。その後1339年から1342年まで、アイモーネは兵を率いてフランス軍に加わった。また、しばしばアメデ3世・ド・ジュネーヴと共に戦った。
1330年、アイモーネは公式文書を管理するため、書記局を創設した。1331年から1342年にかけて行われたオートコンブ修道院の礼拝堂の拡張工事に資金を提供した。1340年、アイモーネは自身と城主の間で特別に控訴を処理する裁判官を設置し、自身の負担を軽減させた。

## 結婚と子女
アイモーネは結婚前から数人の庶子をもうけており、結婚後にも生まれている。
- ウンベルト（1318年頃 - 1374年） - アルヴィヤール領主
- オッジェロ（1372年没）
- アメデーオ（1346年5月没）[8]
- ブノワ
- ジョヴァンニ（1348年8月没） - キュイーヌ領主[8]、タロンテーズ城主、アントルモン城主
- ジョヴァンニ - ローザンヌの律修司祭
- マリア
- ドナータ - 修道女
- ユゲット - 修道女[9]

モンフェッラート侯テオドロ1世の娘ヴィオランテ・ディ・モンフェッラート（Violante, ヨランダ Iolanda とも、1318年 - 1342年）と1330年5月1日に結婚し、以下の子をもうけた。
- アメデーオ6世（1334年 - 1383年） - サヴォイア伯
- ビアンカ（1336年 - 1388年） - 1350年にミラノ公ガレアッツォ2世・ヴィスコンティと結婚
- ジョヴァンニ（1338年 - 1348年） - 黒死病で死去[10]
- カタリーナ（1341年） - 早世
- ルドヴィーコ（1342年12月24日生） - 早世

ヴィオランテは1342年12月24日に出産の際に死去した。その後アイモーネは病にかかり、1343年6月22日にモンメリアンで死去し、オートコンブ修道院の妃の隣に葬られた。